# Toszka (Sztruga)
Toszka (macedónul: Тоска) település Észak-Macedóniában, a Délnyugati körzetben, Sztruga községben.

## Népesség
| Lakosok száma | 46   | 69   |      |
|               | 1948 | 1971 | 1981 |

2002-ben lakatlan település.